# Khalid Al-Balochi
Khalid Al-Balochi (tiếng Ả Rập: خالد البلوشي, sinh ngày 22 tháng 3 năm 1999) là một cầu thủ bóng đá người Các Tiểu vương quốc Ả Rập Thống nhất hiện tại đang thi đấu ở vị trí tiền vệ phòng ngự cho câu lạc bộ Al Ain tại Giải bóng đá chuyên nghiệp Các tiểu vương quốc Ả Rập Thống nhất.